# Fiat 524
Fiat 524 – samochód osobowy produkcji Fiata, produkowany we Włoszech w latach 1931–1934 oraz w Polsce w Państwowych Zakładach Inżynierii jako Polski Fiat 524.

## Historia i opis modelu

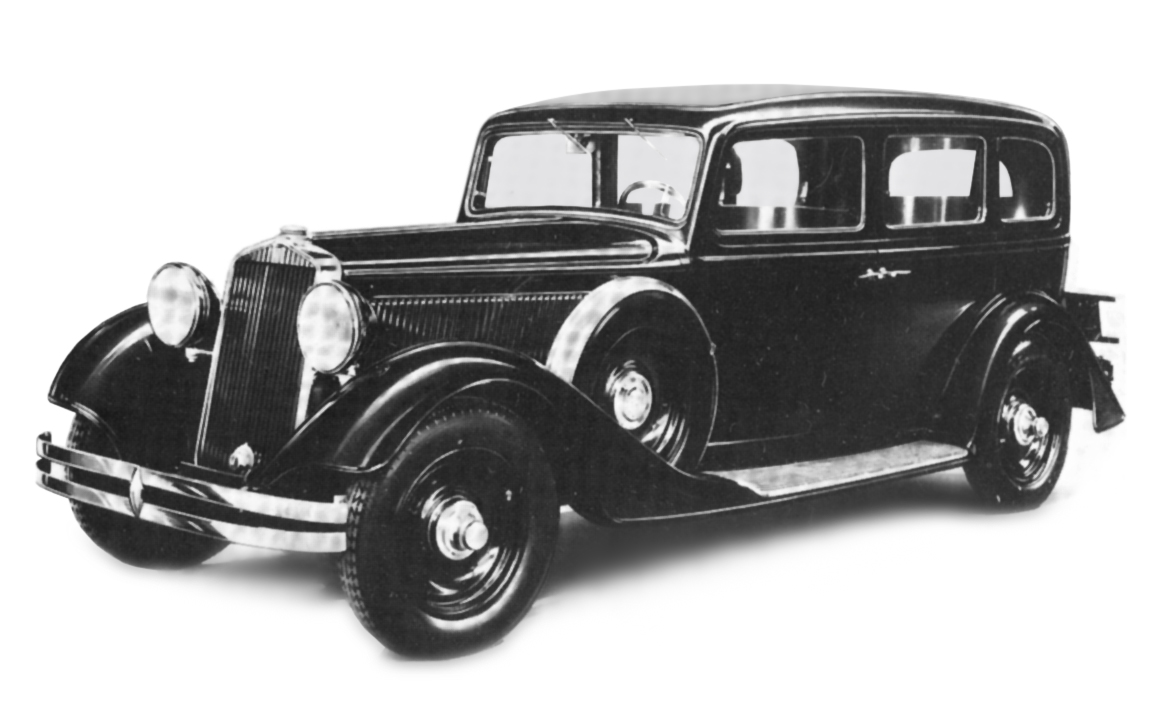
Fiat 524 L

Ogółem wyprodukowano 10135 egzemplarzy i wykonywano go w wersjach:
- kabriolet (Fiat 524C),
- limuzyna (kareta) 7-osobowa (Fiat 524L)[1],

Nadwozie było 4-drzwiowe, a samochód miał dodatkowe dwa miejsca składane. W wyposażeniu tego samochodu (wersja L) był telefon pozwalający na dawanie dyspozycji kierowcy podczas jazdy, szyba oddzielająca przedział kierowcy od pasażerów, dwa koła zapasowe i opuszczane wszystkie szyby boczne. W Polsce samochód montowany był w Państwowych Zakładach Inżynierii w Warszawie. W 1933 roku w Polsce kosztował 22 000 zł.

## Dane techniczne
- Silnik: rzędowy 6-cylindrowy
- Pojemność skokowa: 2516 cm³[1]
- Moc: 40,5 kW (55 KM) przy 3300 obr./min.
- Skrzynia biegów: 4 brzegi przednie i 1 wsteczny
- Ogumienie: 18 x 6,00
- Masa całkowita: 1400 kg
- Prędkość maksymalna: 95 km/h
- Zużycie paliwa: 18 l/100 km[2]